# 後龍外埔石滬群
後龍外埔石滬群（臺灣客家語四縣腔：Heu liungˇ Ngoi puˊ sag fu kiunˇ），位於苗栗縣後龍鎮，為臺灣中部地區主要的石滬群。目前保存較完整的僅存合歡石滬與母乃石滬兩座，2015年，中華民國文化部正式將其登錄為文化景觀。

## 歷史

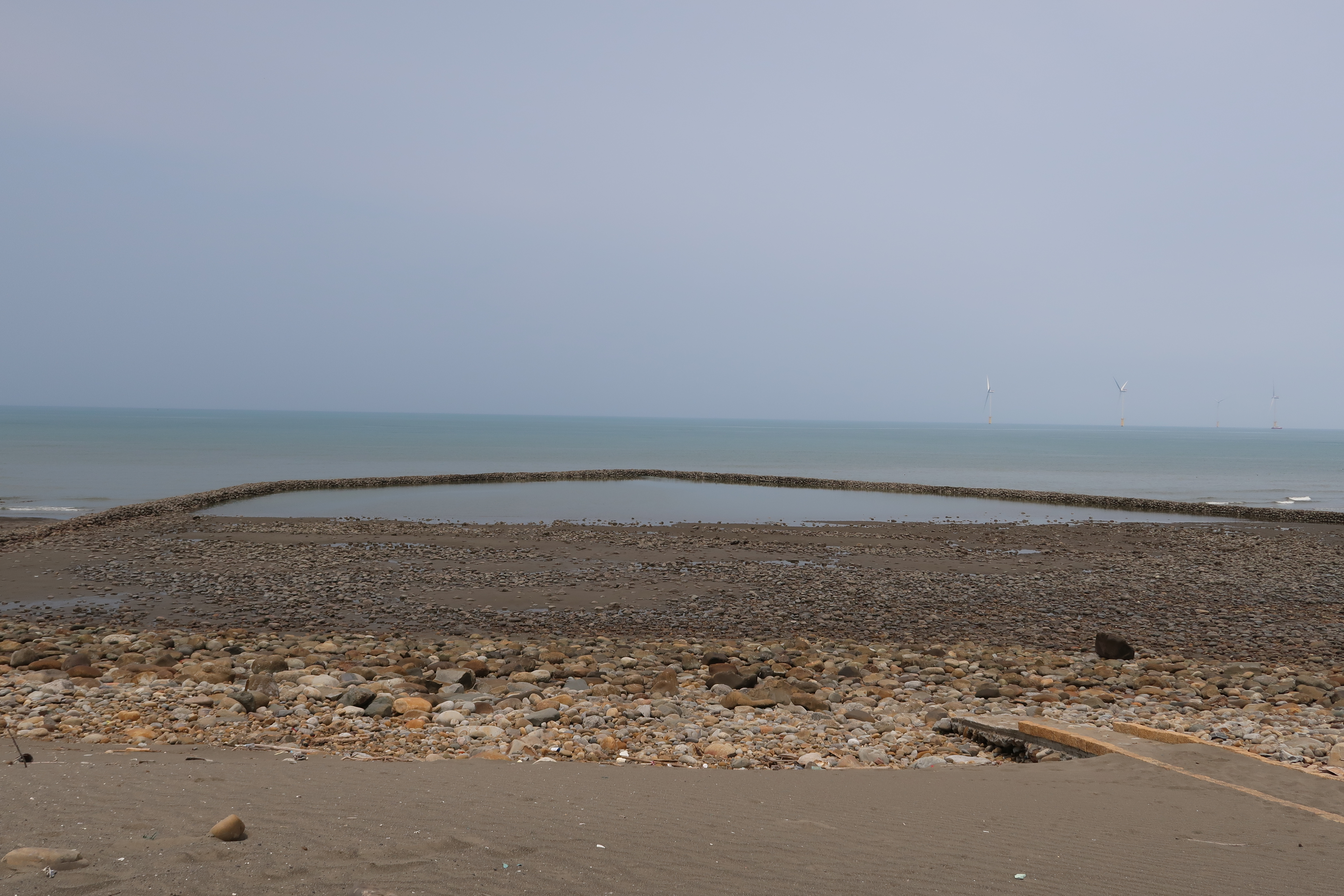
母乃石滬

根據《諸羅縣志．藝文志》中的「後壠港」記載「雙溪奔流西入海，海勢吞溪溪氣餒，銀濤翻逐綠波迴，遂使溪流忽然改，番丁日暮候潮歸，竹箭穿魚二尺肥，不事網罟，多築石扈；潮退，以竹箭射取。少婦家中藏米酒，共夫倒酌夜爐圍，得魚勝得獐與鹿，遭遭送去頭家屋」。文中紀載中港溪與後龍溪的河水向西流入大海；平埔族群道卡斯族已在此地落地生根，石滬建造者是本地的道卡斯族；從「番丁日暮候潮歸，竹箭穿魚二尺肥」意思來看，當時的構造較簡單，「石滬」呈ㄇ字型，高度三尺多，沒有排水口，退潮後「石滬」浮出水面，滬內的水量仍多，難以捕捉魚隻，故用竹箭射殺捕獲之。而現今石滬退潮後水量減少，可輕易補獲魚蝦。最早石滬應為道卡斯族人所建，隨著福佬人到來，經營管理權漸漸轉移至福佬人手中。福佬人由簡單形式慢慢再修改至現在的模樣，能使魚蝦無法回到大海，能輕易捕獲。